# Manuel Tarancón
Manuel Tarancón Fandos (Burriana, Castellón, 4 de diciembre de 1954 - Valencia; 10 de febrero de 2004) fue un político español. 

## Biografía
Nacido el 4 de diciembre de 1954 en Burriana (Castellón), se licenció en Filosofía y Letras por la Universidad de Valencia. Era funcionario de carrera en el Ministerio de Trabajo y Seguridad Social desde 1985. Murió el 10 de febrero de 2004, a la edad de 49 años, después de una larga enfermedad. Era sobrino del cardenal Vicente Enrique y Tarancón.

## Trayectoria
Comenzó en política, el 1976, en el Partido Democrático Liberal que después se integró en la UCD, siendo Secretario provincial de Castellón de este último partido. Participó en la redacción del Estatuto de Autonomía de la Comunidad Valenciana como miembro de la dirección regional de UCD. Fue teniente de alcalde del ayuntamiento de Burriana entre 1979 y 1982, año en el que ingresó al Consejo preautonómico de Enric Monsonís como Consejero de Agricultura, Pesca y Alimentación, hasta 1983.

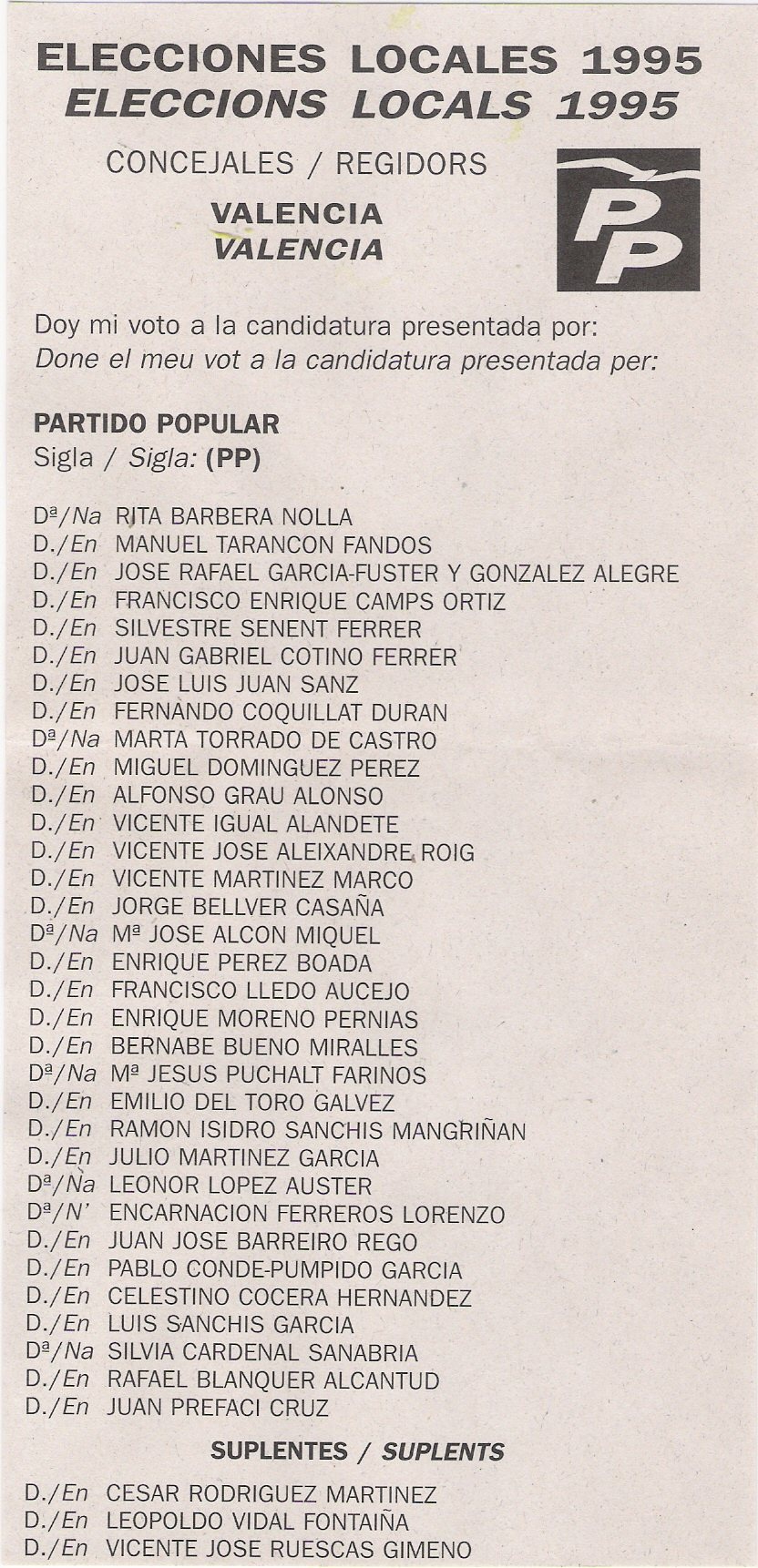
Lista del PP en la ciudad de Valencia, 1995. Ocupa el segundo puesto.

En 1985 pasa a militar en el partido Alianza Popular, que después pasaría a llamarse Partido Popular. De esta manera consigue ser concejal en el Ayuntamiento de Valencia, ostentando el cargo de Teniente de Alcalde en el gobierno municipal de Rita Barberá, entre 1991 y 1995. Entre julio de 1995 y enero de 1999, ocuparía la presidencia de la Diputación Provincial de Valencia, destacando como importantes legados culturales a la institución la inauguración del Museo valenciano de la ilustración y la modernidad (MUVIM) o la rehabilitación del Monasterio de San Miguel de los Reyes (Valencia) para convertirlo en sede de la Biblioteca Valenciana.
En 1999 es llamado por el Presidente de la Generalidad Valenciana de aquel momento, Eduardo Zaplana, para ocupar la cartera de la Consejería de Educación, Cultura y Ciencia. En las elecciones de junio de 1999 consigue el acta de diputado a las Cortes Valencianas por el PP, y continúa su tarea en la consejería hasta junio de 2003. En esta etapa se le reconoce por el esfuerzo por completar y mejorar la estructura educativa de la Comunidad Valenciana, mediante la creación de la empresa pública CIEGSA, encargada de la construcción de centros escolares. También participó en la creación de la Academia Valenciana de la Lengua o la Direcció General del Llibre. En cambio, fue el artífice de la extinción del prestigioso Institut Valencià d'Estudis i Investigacions (IVEI).
| Predecesor: José Antonio Bordils Ferrer | Consejero de Agricultura, Pesca y Alimentación de la Generalidad Valenciana 1982-1983 | Sucesor: Luis Font de Mora Montesinos |
| Predecesor: Clementina Ródenas          | Presidente de la Diputación Provincial de Valencia 1995-1999                          | Sucesor: José Díez                    |
| Predecesor: Francisco Camps Ortiz       | Consejero de Cultura, Educación y Deporte de la Generalidad Valenciana 1999-2003      | Sucesor: Esteban González Pons        |